# Jiří Jelínek (malíř)
Jiří Jelínek (12. srpna 1901, Králův Dvůr – 30. prosince 1941, koncentrační tábor Mauthausen) byl český malíř, ilustrátor, knižní grafik a typograf.

## Život
Pocházel z rodiny inženýra králodvorských železáren. Po vystudování berounského reálného gymnázia studoval v letech 1920–1926 na pražské Akademii výtvarných umění u Vlaho Bukovace, Jakuba Obrovského a Karla Krattnera. V roce 1922 se na Jadranu spřátelil s Jindřichem Štyrským a Toyen, sám nějakou dobu používal přezdívku Remo. Již v roce 1923 vystavoval se skupinou Devětsil (Bazar moderního umění, sál Krasoumné jednoty v Rudolfinu).
V letech 1928–1930 pobýval v Paříži, kde navštěvoval přednášky Františka Kupky. V té době se díky Františku Foltýnovi stal členem mezinárodní umělecké skupiny Abstraction-Création, se kterou také vystavoval. Po návratu z Paříže inicioval vznik programového sdružení českých abstrakcionistů, skupiny Kvart.
V roce 1941 se stal řádným členem spolku výtvarných umělců Mánes. V témže roce byl ale zatčen a deportován do koncentračního tábora v Mauthausenu, kde zemřel.

## Dílo
Jelínek byl jedním z představitelů českého abstraktního malířství, blízkých surrealismu. Z výstavy Devětsilu v roce 1923 je známý jeho obraz Nábřeží.
Do roku 1938 vytvářel především abstraktní kompozice, později maloval také zátiší či obrazy a kresby se sociální tematikou – dělníky, továrny, tváře žen (např. na výstavě berounských výtvarníků v roce 1939 se představil kresbou Mladý kovák). Jeho díla jsou poměrně vzácná, některá jsou známá jen z reprodukcí v dobových časopisech.
Uplatňoval se také jako knižní grafik.

## Galerie

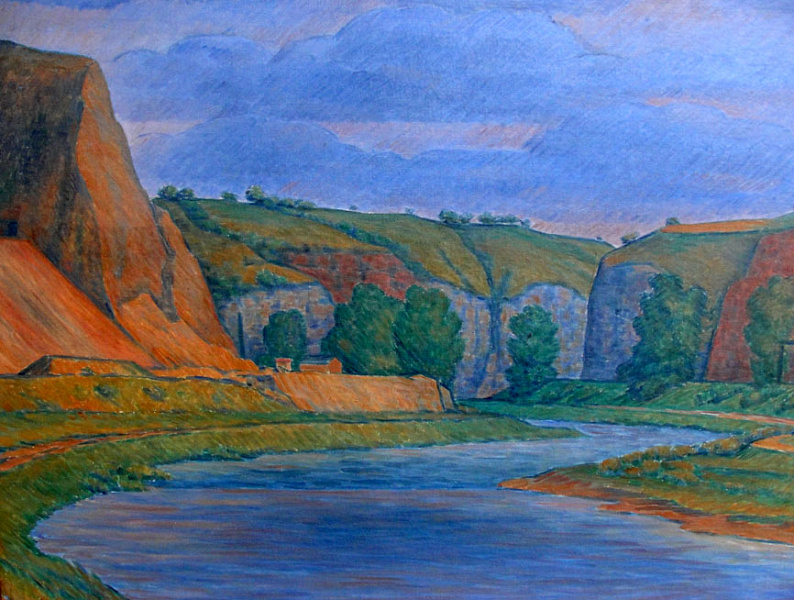
V lomu (olej na plátně)
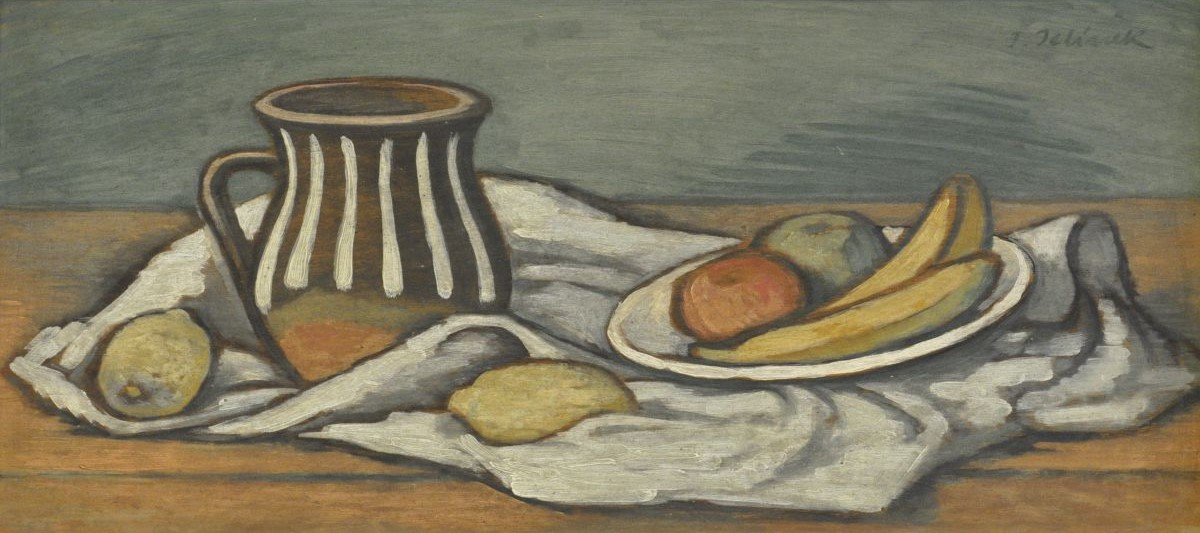
Zátiší se džbánem a ovocem
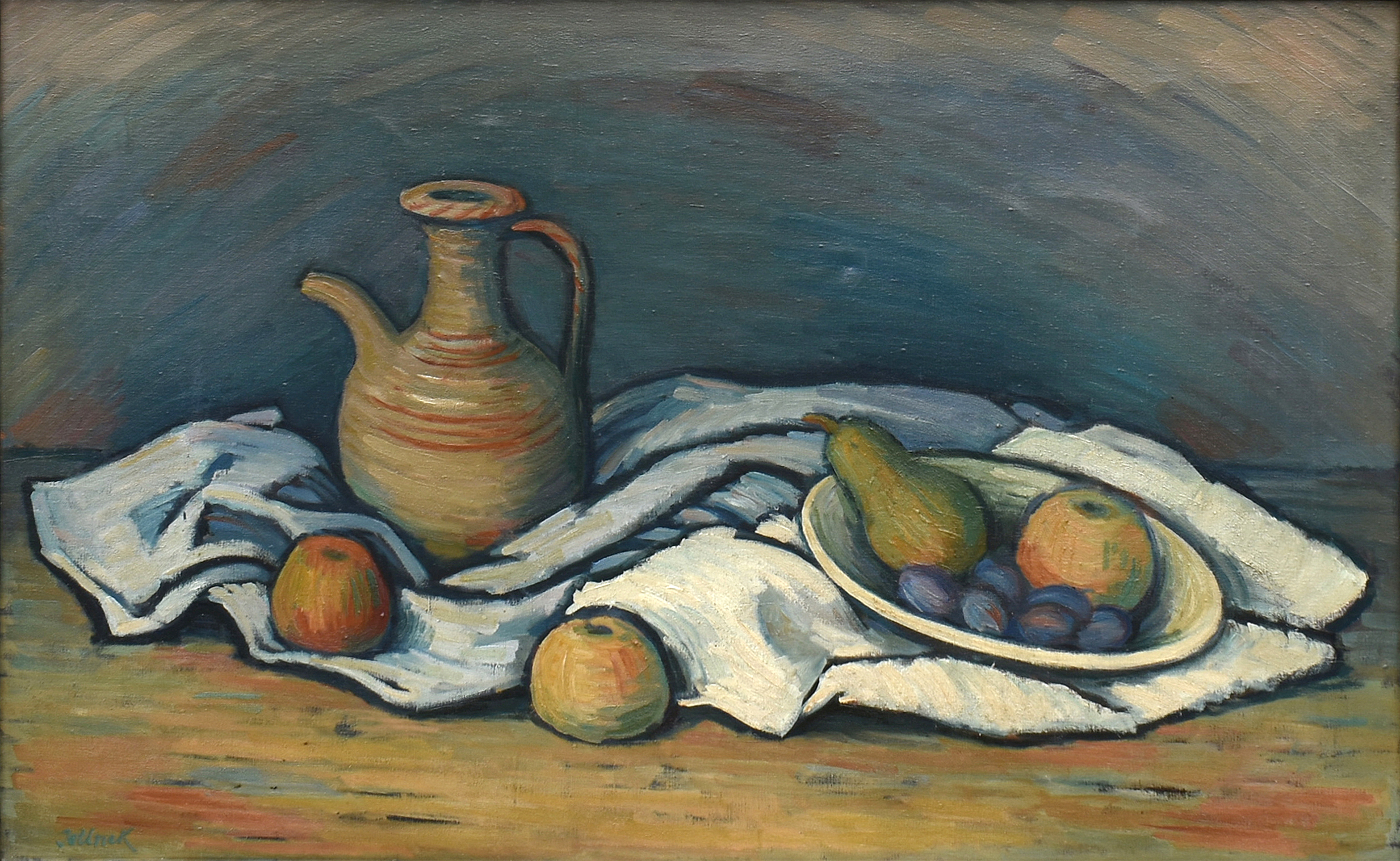
Jelínek Jiří Remo - Zátiší se džbánem  (olej na plátně)
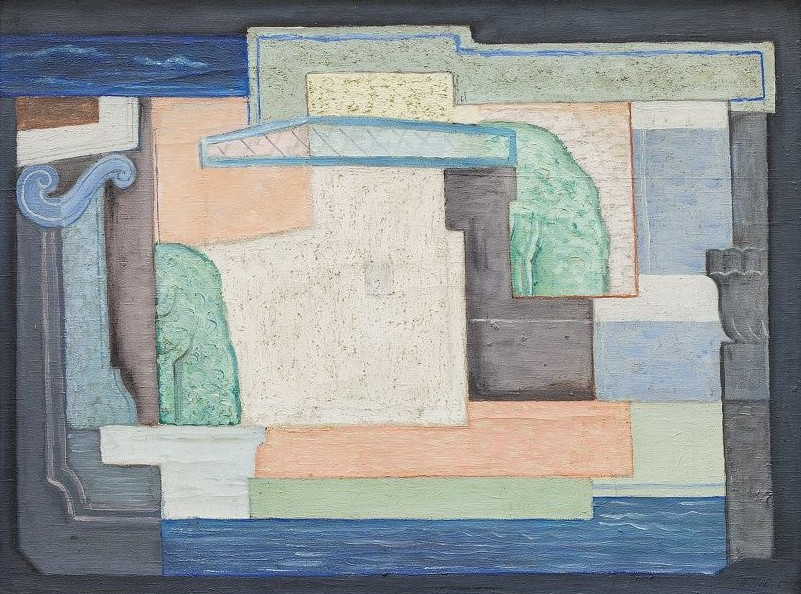
Nábřeží (1923, olej na plátně)
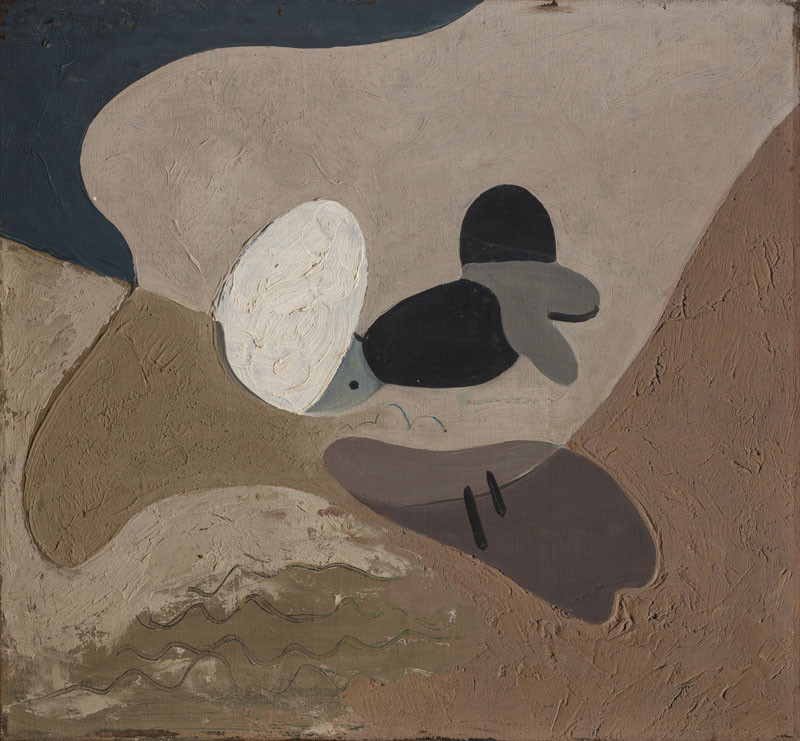
Kompozice (1930, olej na plátně – drť)
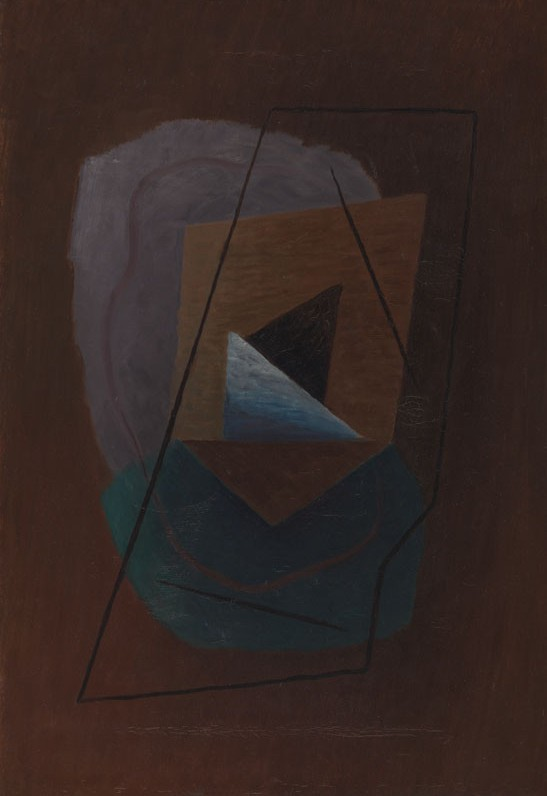
Kompozice (1932, olej na plátně)
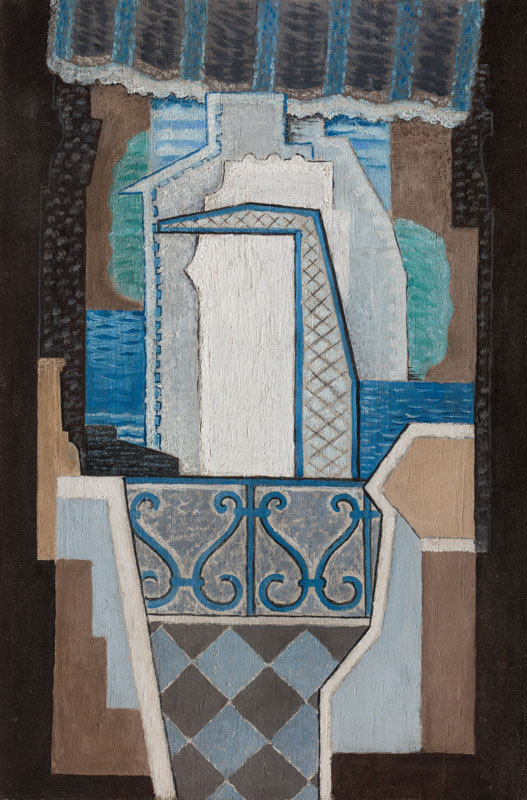
Pohled z okna (1923, olej na plátně)
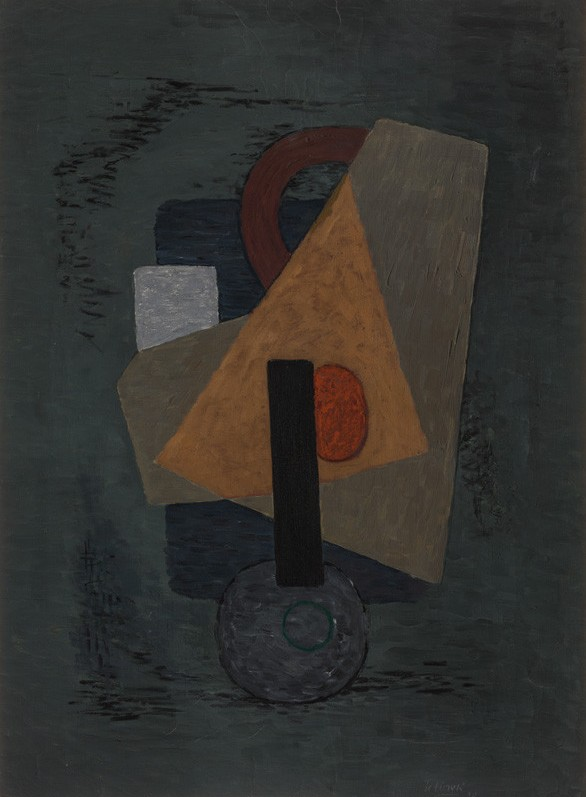
Šedý obraz (1930, olej na plátně)